# Diocesi di Arpaia
La diocesi di Arpaia (in latino: Dioecesis Caudina) è una sede soppressa e sede titolare della Chiesa cattolica.

## Storia
Arpaia è un'antica sede episcopale della Campania, nella regione di Benevento. Incerte sono le origini e la collocazione geografica: si vuole identificare la diocesi o con Arpaia o con l'antica Caudium. Secondo Lanzoni, unico vescovo noto di questa sede fu Felicissimo, menzionato nel 499.
Nel X secolo i territori della non più esistente diocesi entrarono a far parte della nuova diocesi di Sant'Agata de' Goti.
Dal 1970 Arpaia è annoverata tra le sedi vescovili titolari della Chiesa cattolica; dal 4 dicembre 1999 l'arcivescovo, titolo personale, titolare è George Panikulam, già nunzio apostolico in Uruguay.

## Cronotassi

### Vescovi
- Felicissimo † (menzionato nel 499)

### Vescovi titolari
- François-Victor-Marie Frétellière, P.S.S. † (2 gennaio 1971 - 21 novembre 1979 nominato vescovo coadiutore di Créteil)
- George Eli Dion, O.M.I. † (28 gennaio 1980 - 12 febbraio 1999 deceduto)
- George Panikulam, dal 4 dicembre 1999